# Dysmicoccus finitimus
Dysmicoccus finitimus är en insektsart som beskrevs av Williams 1994. Dysmicoccus finitimus ingår i släktet Dysmicoccus och familjen ullsköldlöss. Inga underarter finns listade i Catalogue of Life.